# 배화여자중학교
배화여자중학교(培花女子中學校)는 대한민국 서울특별시 종로구 필운동에 있는 사립 중학교이다.

## 학교 연혁
- 1898년 10월 2일 : 미국 남감리교 여선교사인 조세핀·필·캠벨 여사가 내한하여 캐럴라이나 학당 창설, 본교 개교
- 1910년 4월 2일 : 교명을 배화학당으로 개칭
- 1916년 1월 16일 : 고간동 구교사에서 누하동 현교사로 이전
- 1925년 3월 20일 : 교명을 배화고등여학교, 배화여자소학교로 개칭
- 1946년 4월 1일 : 교명을 배화여자중학교(6년제)로 개칭
- 1951년 5월 18일 : 교육법 개정으로 중·고 분리
- 2000년 10월 1일 : 배화여중고 급식실 건축 및 급식 실시
- 2010년 3월 2일 : 영어 교과교실제 운영(영어특성화 연구학교)(~2012)
- 2010년 7월 20일 : 할리부이 기념관 준공
- 2020년 3월 1일 : 제18대 이현식 이사장 취임
- 2022년 3월 1일 : 제26대 정재원 교장 취임

## 참고 자료
- 배화여자중학교 - 한국교육학술정보원 학교알리미